# 陳三島
陳三島（1624年—1660年），字鶴客，明末清初長洲人。文学家。

## 生平
生平好交友，與魏耕、張宗觀、朱士稚等為莫逆之交，魏耕後來因通海案被捕，陳三島亦鬱鬱而卒。